# Hakkâri (provinca)
Provinca Hakkâri je provinca v vzhodni Anatoliji v Turčiji.
Leži ob stiku z Irakom in Iranom. Središče province je mesto Hakkâri. Večino prebivalstva predstavljajo Kurdi. 
Provinca je bila ustanovljena leta 1946, ko so jo ločili od province Van. Sosednji provinci sta Şırnak na zahodu in Van na severu.

## Okrožja
- Çukurca
- Hakkâri
- Şemdinli
- Yüksekova